# Andreas Zakostelsky

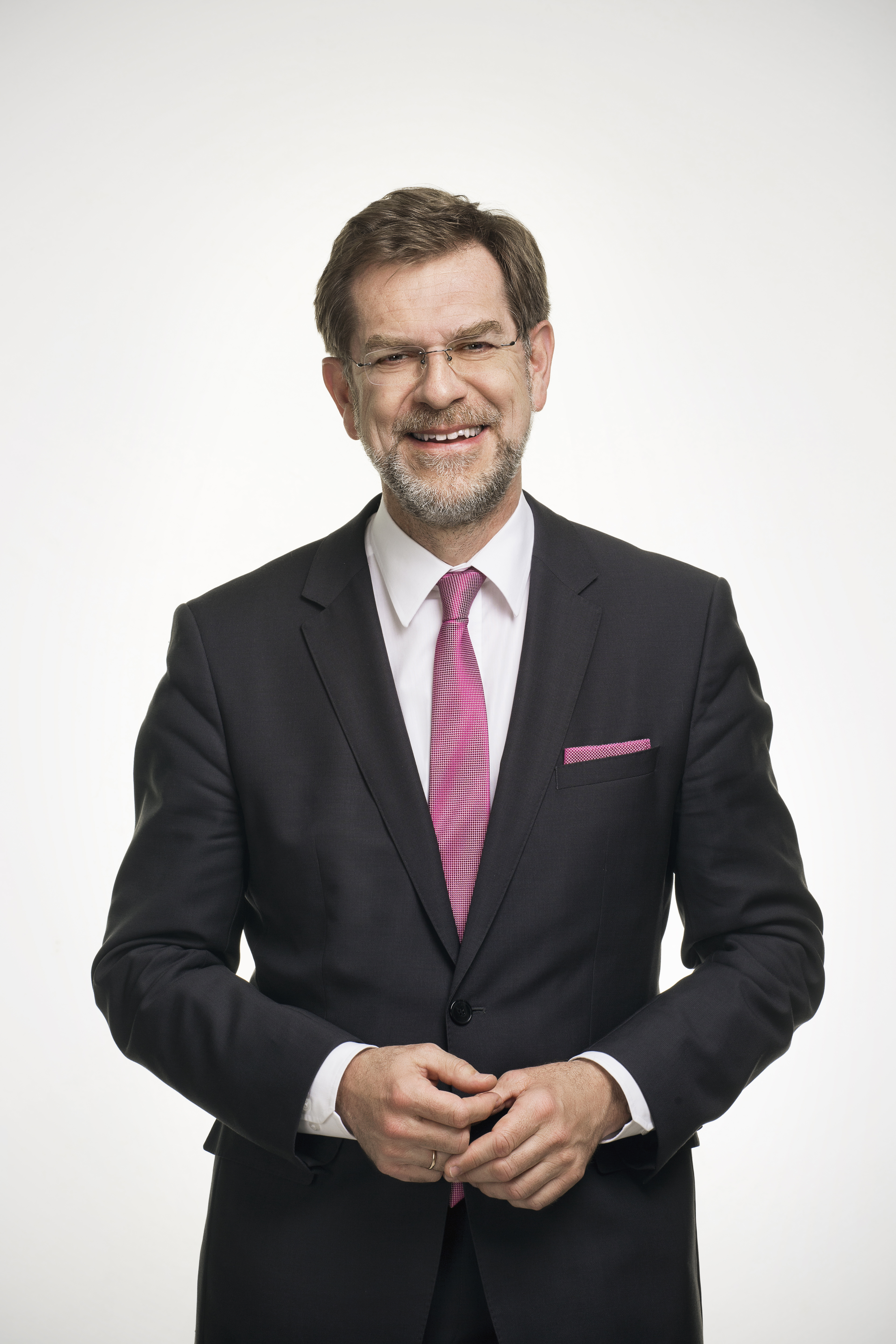
Andreas Zakostelsky (2017)

Andreas Zakostelsky (* 26. Mai 1962 in Sydney, Australien) ist ein österreichischer Manager und ehemaliger Politiker (ÖVP). Er ist seit 2010 Obmann des Fachverbandes der Pensionskassen, seit Jänner 2022 Obmann des Fachverbandes der Pensions- und Vorsorgekassen in der WKÖ. Seit 1. April 2016 ist er Generaldirektor der VBV-Gruppe, seit 1. Oktober 2018 ist Zakostelsky zudem Vorstandsvorsitzender der VBV – Vorsorgekasse. Von Oktober 2013 bis November 2017 war er Abgeordneter zum österreichischen Nationalrat.

## Werdegang
Zakostelsky wurde in Sydney geboren, wo er auch von 1969 bis 1970 die Grundschule besuchte. Er übersiedelte mit seiner Familie nach Graz und besuchte dort von 1970 bis 1973 die Marschall-Volksschule. Danach wechselte er 1973 an das Bundesrealgymnasium Kepler, wo er 1981 die Matura ablegte. In der Folge studierte er von 1981 bis 1988 Rechtswissenschaften an der Universität Graz. Er verfasste seine Diplomarbeit zum Thema Möglichkeiten und Grenzen des Umweltschutzstrafrechts und schloss sein Studium 1988 mit dem akademischen Grad Mag. jur. ab.
Seit April 2016 ist er Generaldirektor der VBV-Gruppe, seit Oktober 2018 zudem Vorstandsvorsitzender der VBV - Vorsorgekasse AG.

## Politik, Funktionen und Mitgliedschaften
Zakostelsky kandidierte bei der Nationalratswahl 2013 und erlangte über den Bundeswahlvorschlag ein Mandat. Am 29. Oktober 2013 wurde er als Abgeordneter angelobt. In seiner Zeit als Abgeordneter war Zakostelsky Obmann des Finanzausschusses des Nationalrates u. a. auch Mitglied des Budget-, Verkehrs- und Kulturausschusses sowie ÖVP-Finanzsprecher; von 2015 bis Ende 2017 war er ÖVP-Vorsorgesprecher.
Zakostelsky ist in der Wirtschaftskammer aktiv. Seit Mai 2010 ist er Obmann des Fachverbandes der Pensionskassen in der Wirtschaftskammer Österreich und seit 2015 Mitglied der Spartenkonferenz der Sparte Bank und Versicherungen. In der WK Wien ist er Mitglied des Verwaltungsausschusses des Kammerjubiläumsfonds und dort Mitglied der Spartenkonferenz der Sparte Bank und Versicherung. Weiters hat er den Vorsitz der Fachvertretung Pensionskassen der Wirtschaftskammer Wien inne. Zudem wurde er 2007 Beirat im Wirtschaftsforum der Führungskräfte und 2009 Obmann-Stellvertreter der Gesellschaft für Zukunftssicherung und Altersvorsorge – Denkwerkstatt St. Lambrecht.
Von 2014 bis 2019 war Andreas Zakostelsky Vorsitzender des Management Club Steiermark, seit November 2018 ist er zudem Mitglied des Vorstandes des Dr. Karl Kummer Institutes und von Juni 2019 bis Dezember 2024 zudem Bundesvorsitzender des Wirtschaftsforum der Führungskräfte.
Er ist Urphilister der K.Ö.St.V. Markomannia-Eppenstein Graz im MKV sowie der K.Ö.H.V. Carolina Graz im ÖCV und weiters Bandphilister der K.Ö.St.V. Badenia Baden im MKV, der Ö.k.a.V. Rhaeto-Danubia Wien im ÖCV, der K.Ö.A.V. Albertina Graz im ÖCV und der K.Ö.M.L. Normannia Graz im MKV. Zudem ist er Obmann des Vereins  „Steirer in Wien“.

## Auszeichnungen
- 2015: Kommerzialrat
- 2018: Großes Ehrenzeichen des Landes Steiermark[9][10][11]

## Publikationen
- mit Otto Lucius (gemeinsam als Herausgeber): Die BWG-Novellen. Bankwissenschaftliche Schriftenreihe Band 85, BankVerlag, Wien 1997, ISBN 978-3-85136-040-0.[12]

## Privates
Zakostelsky ist Vater von drei Kindern.